# زمین‌لرزه ۲۰۰۶ یونان
زمین‌لرزه یونان  در تاریخ ۸ ژانویه ۲۰۰۶ میلادی، برابر با ‎۱۸ دی ۱۳۸۴، ساعت ۱۱:۳۴:۵۵ به زمان یوتی‌سی در یونان رخ داد. ژرفای این زلزله ۶۶ کیلومتر بود، و بزرگی آن ۶٫۷ در مقیاس Mw اعلام شده‌است. زمین‌لرزه به وقت محلی در روز یکشنبه، ساعت ۱۳ روی داده و منطقه زمانی آن یوتی‌سی +۲ بوده‌است (با لحاظ تغییر ساعت تابستانی).
سازمان زمین‌شناسی آمریکا نیز رومرکز این زمین‌لرزه را در مختصات ۳۶°۱۸′۴۰″شمالی ۲۳°۱۲′۴۳″شرقی / ۳۶٫۳۱۱°شمالی ۲۳٫۲۱۲°شرقی و ژرفای آنرا در ۶۶ کیلومتر گزارش کرده‌است. بزرگی برگزیدهٔ این سازمان از میان بزرگیهای محاسبه‌شدهٔ مختلف ۶٫۷ در مقیاس Mw بوده و از دید اثر، در میان چهار دسته‌بندی «نامحسوس»، «محسوس»، «زیان‌آور» یا «با تلفات»، زلزله را «با تلفات» اعلام کرده‌است.
پروژهٔ «تنسور گشتاور مرکزوار» زاویه‌های (راستا، شیب، ریک) گسل سازندهٔ زمین‌لرزه و صفحه عمود بر آنرا (°۲۰۱، °۴۴، °۵۵) یا (°۶۶، °۵۵، °۱۱۹) و نوع گسل را «معکوس» فرارسانده‌است.
زمین‌لرزه هیچ کشته‌ای نداشته و شمار زخمیان ۳ نفر برآورده شده‌است.